# Akagoma (vattendrag i Mwaro)
Akagoma är ett vattendrag i Burundi.   Det ligger i provinsen Mwaro, i den centrala delen av landet, 50 kilometer öster om huvudstaden Bujumbura.
Omgivningarna runt Akagoma är en mosaik av jordbruksmark och naturlig växtlighet. Runt Akagoma är det tätbefolkat, med 411 invånare per kvadratkilometer.